# Verhojanszki járás

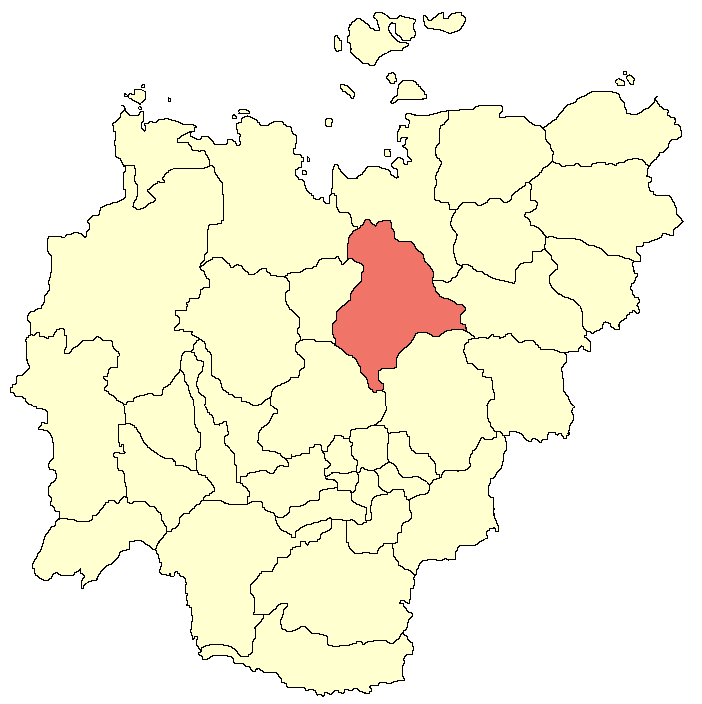
A Verhojanszki járás Jakutföldön

A Verhojanszki járás (oroszul Верхоянский район, jakut nyelven Үөһээ Дьааҥы улууһа) Oroszország egyik járása Jakutföldön. Székhelye Batagaj.

## Népesség
- 1989-ben 24 259 lakosa volt, melynek 43,5%-a jakut, 38,9%-a orosz, 0,9%-a even, 0,2%-a evenk.
- 2002-ben 13 666 lakosa volt, melyből 9599 jakut (70,24%), 2756 orosz (20,17%), 403 ukrán (2,95%), 376 even (2,75%), a többi más nemzetiségű.
- 2010-ben 12 815 lakosa volt, melyből 9454 jakut, 2023 orosz, 625 even, 202 ukrán, 107 evenk stb.

## Története
1880-ban érkezett ide száműzöttként a lengyel Wacław Sieroszewski, aki később a térség neves néprajztudósává vált.